# Pétain (film)
Pour les articles homonymes, voir Pétain (homonymie).
Pour plus de détails, voir Fiche technique et Distribution.
Pétain est un film français réalisé par Jean Marbœuf en 1993, d'après le livre de Marc Ferro.

## Synopsis
Ce film retrace la vie du maréchal Pétain, à partir de 1940, jusqu'à son dernier entretien avec Pierre Laval à Sigmaringen.
Parallèlement à cette vie, le film s'intéresse à François, cuisinier dans un hôtel de Vichy, sa femme, bonne dans le même hôtel, et leur ami Bergaugnon, groom dans cet établissement. Tiraillés entre le gaullisme, le communisme et le pétainisme, ils finiront dans des camps opposés.

## Fiche technique
Source : IMDb, sauf mention contraire
- Réalisateur : Jean Marbœuf, Thierry Binisti (assistant)
- Scénaristes : Marc Ferro, Jean Marbœuf, Jean-Pierre Marchand et Alain Riou
- Producteurs : Yves Dutheil et Jacques Kirsner
- Musique du film : Georges Garvarentz
- Directeur de la photographie : Dominique Bouilleret
- Montage : Anne-France Lebrun
- Création des décors : Jérôme Clément
- Création des costumes : Odile Sauton
- Coordinateur des cascades : Claude Carliez
- Sociétés de production : Mod Films, France 2 Cinéma, La Compagnie Audiovisuelle Phénix
- Format : couleur - son Dolby Digital
- Pays de production :  France
- Genre : Historique et biopic
- Durée : 132 minutes
- Date de sortie :	
  - France : 5 mai 1993

## Distribution
- Jacques Dufilho : Maréchal Philippe Pétain
- Jean Yanne : Pierre Laval
- Jean-Pierre Cassel : Hans Roberto
- Jean-Claude Dreyfus : Dumoulin
- Antoinette Moya : Eugénie Pétain
- Julie Marboeuf : Colette
- Clovis Cornillac : François
- Pierre Cognon : Bergaugnon
- Christian Charmetant : Ménétrel
- Roger Dumas : Bonhomme
- André Penvern : Alibert
- Éric Prat : Jacques Doriot
- Jean-François Perrier : Gillouin
- Denis Manuel : Paul Reynaud
- François Aragon : Le prédicateur
- Michel Modo : Pierre Pucheu
- Noël Simsolo : Fernand de Brinon
- Ludwig Haas : Adolf Hitler
- Vincent Grass : Georges Mandel
- Jean-Pierre Hutinet : Marcel Déat
- Pierre Aussedat : Hervé
- Christian Auger : Jean Giraudoux
- Jacques Bellay : le chef contrôleur
- Gérard Beaume : la journaliste
- René Bourdet : Desfourneaux
- Philippe Brigaud : Général Laure
- Götz Burger : Otto Abetz
- Jacques Chailleux : Boudot
- André Charrondière : le député
- Marie Chaudagne : Denise
- Fabienne Chaudat : Bella
- Pierre Court : Charles Roux
- Catherine D'At : Judith
- André Debaar : Lebrun
- Max Desrau : Huntzinger
- Bill Doherty : English Spa Bather
- Nicolas Donato : Chautemps
- Étienne Draber : Barthélémy
- Philippe Dusigne : l'écrivain
- Tobias Engel : Renthe-Flinck
- Violeta Ferrer : la mère Bergaugnon
- Vincent Gauthier : René Bousquet
- Daniel Gidon : l'inspecteur
- Jean-Luc Guitton : Michel Grenier
- Patrick Hervier : Barker
- Jean Labond : le vieil homme
- Daniel Léger : Cocurat
- Laurence Lignères : Mme Laval
- Jacques Mignot : Peyrouton
- Georges Montant : Léon Blum
- Joseph Moreau : un représentant du gouvernement
- Max Morel : Joseph Darnand
- Laurent Nicolas : le machiniste
- Olivier Pajot : Roland de La Guillottière
- Fernand Paris : un employé de Léon
- Luc Palun : le député du Sud-Ouest
- Jean-Louis Perrier : l'annonceur de l'assassinat
- Roger Perrinoz : Martin
- François Sayad : Darlan
- Samir Siad : Antonio
- Pierre Soulard : policier Bousquet
- Richard Syzbura : Jeanneney
- Thierry Theoleyre : Georges
- André Thorent : Weygand
- Frédérique Tirmont : Hélène de Portes
- Jacques Bourgaux : Baudouin
- Michel Tixeront : André
- Dominique Valeur : Eve
- Séverine Vincent : Lisette
- Roger Vonmeurs : l'ambassadeur des États-Unis
- Claude Weyl : Mme Manceau
- Pascal Brunner : Général Charles de Gaulle (voix)
- Roger Planchon : Narrateur (voix)

## Réception critique
Pour Éric Conan de L'Express malgré quelques inexactitudes, la vérité historique est respectée. Il regrette néanmoins que le film se termine sur « une sentence fausse et imbécile », selon laquelle « le pétainisme n'a jamais été jugé. »   Pour Michel Bouju de Télérama du 5 mai 1993, " La bonne idée du cinéaste est d'avoir, tout au long, mêlé histoire collective et destins individuels, "grande " politique et problème d'intendance, en un va-et-vient entre les nouveaux hôtes encombrants de l'hôtel et le petit personnel." Pour Gérard Biard de Charlie Hebdo : . " Entre l'authenticité et la satire, son évocation du Gouvernement de Vichy constitué de sinistres guignols et de revanchards qui transforment l'Hôtel du Parc en théâtre de boulevard, est une vraie réussite ". Le Monde est beaucoup plus sévère. Pour le quotidien, le film est « une évocation sans profondeur du régime de Vichy ». Critiquant « la faiblesse des idées et la mollesse de la mise en scène », il lui reproche de ne savoir ce qu'il veut raconter, ni pourquoi, ni comment. Le résultat serait « chagrinant et pitoyable ». Pour le Journal du Dimanche : "Il aura fallu attendre près de cinquante ans après la libération de la France pour qu'un grand film lui soit consacré. " Pour Alain Bouzy de Première : " Un formidable duo d'acteurs, voilà une bonne raison de voir le film; " Pour Gaston Plissonier de L'Humanité : "Ce film m'apparait utile et fidèle à ce qu'il veut traiter et se rapportant à ce moment de l'Histoire. Il est nécessaire de le voir."

## Autour du film

### Anachronismes
- La chanson Maréchal, nous voilà ! est chantée dès l'accession de Pétain au pouvoir, en 1940, alors qu'elle ne fut créée qu'en 1941.